# Coed School
Co-ed School (кор. 남녀공학) — южнокорейская смешанная группа, сформированная в 2010 году компанией Core Contents Media. Изначально в группу входило четыре девушки: Суми, Хеен, Хевон и Чанми; и шесть парней: Тэун, Сонмин, Чону, Кванэн, Канхо и Нури. В конечном итоге группа была разделена на две подгруппы: полностью женская группа под названием F-ve Dolls (2011) и полностью мужская группа под названием Speed (2012).
Первоначальный состав Co-Ed дебютировал с песней «Too Late» в сентябре 2010.

## История группы

### 2010: Дебют с альбомомSomething That Is Cheerful and Fresh
Лишь спустя три недели после дебюта с песней «Too Late» группа выпускает сингл «Bbiribbom Bberibbom» (삐리뽐 빼리뽐). Клип на эту песню был снят в октябре 2010 совместно с участницей T-ara Хам Ын Чжон. Видео наряду с балладой «Nae Simjangeul Ttwige Haneun Mar» (내 심장을 뛰게 하는 말 «I Love You A Thousand Times»), было выпущено 18 октября. Сам сингл вышел 19 октября, а камбэк на сцене с «Bbiribbom Bberibbom» произошёл на следующий день на M! Countdown. «Bbiribbom Bberibbom» быстро достигло 61-й позиции в Gaon Chart.
Дебютный альбом Co-Ed, Something That Is Cheerful and Fresh, был выпущен 28 октября 2010 года. Он включал в себя 3 песни, выпущенные до этого. Несмотря на ограничение в 20,000 копий, Core Contents Media объявило, что альбом получил 50,000 предзаказов.

### 2011: Дебют 5dolls с альбомомCharming Five Girls
7 февраля дебютировала первая подгруппа группы 5dolls. 4 участницы Co-Ed и Сео Ынкё дебютировали. 5dolls выпустили дебютный тизер к музыкальному видео на песню «Ipsul Jaguk» (입술자국 «Lip Stains»), которая была спродюсирована Brave Brothers. Клип же был снят Cha Eun-taek. В MV был задействован Jay Park. 16 февраля девушки выпустили клип на «Neo Mariya» (너 말이야 «Your Words») и дебютный мини-альбом «Charming Five Dolls».
5dolls выпустили 2-й мини-альбом «Time To Play» 11 мая 2011 с заглавным треком «Like This Or That» (이러쿵 저러쿵). В тот же день девушки выпустили клип на песню «Like This Or That».
4 ноября 2011 года Юсон выложил в твиттере фотографию нового участника, Шин Чунгука, после объявления об уходе Кано, который решил сфокусироваться на карьере актёра. Шин Чунгук дебютирует с мужской подгруппой в марте 2012 и чуть позже — с Co-Ed.

### 2012 — 2014: Дебют SPEED иHommage to Lovey-Dovey
В начале 2012 года дебютировали вторая подгруппа SPEED с цифровым синглом под названием Hommage to Lovey-Dovey. В SPEED входило 5 участников Co-Ed (за исключением Кан Хо). К середине 2013 года представитель Core Contents Media заявил в интервью, что у них нет планов на Co-Ed, поскольку оба его подразделения выросли и изменили свои составы. В конце 2014 года женская подгруппа группы, 5dolls, была распущена, таким образом, все участницы покинули лейбл. Также все участники SPEED тоже расстались с агентством.

## Дискография

### Мини-альбомы
| Названия                             | Детали                                                                                        | Высшая позиция |
| Названия                             | Детали                                                                                        | KOR            |
| ------------------------------------ | --------------------------------------------------------------------------------------------- | -------------- |
| Something That Is Cheerful and Fresh | - Релиз: 28 октября 2010 года - Лейбл: Core Contents Media - Формат: CD, цифровая дистрибуция | 8              |

### Синглы
| Название              | Год  | Высшая позиция | Альбом                               |
| Название              | Год  | KOR            | Альбом                               |
| --------------------- | ---- | -------------- | ------------------------------------ |
| «Too Late»            | 2010 | 13             | Something That Is Cheerful and Fresh |
| «Bbiribbom Bberibbom» | 2010 | 61             | Something That Is Cheerful and Fresh |

## Участники
- Ли Су Ми[англ.] (кор.이수미)
- Хо Чанми[англ.](кор.허찬미)
- Рю Хё Ён[англ.](кор.류효영)
- Чжин Хе Вон (кор.진혜원 )
- Тэун[англ.] (кор.태운)
- Чхве Сонмин[англ.]  (кор.성민)
- Ким Чону[англ.]  (кор.정우)
- Кванэн (кор.광행)
- Шей Ла (англ. Sheyla)
- Нури (кор.누리)